# Glauconycteris
A Glauconycteris az emlősök (Mammalia) osztályának denevérek (Chiroptera) rendjébe, ezen belül a kis denevérek (Microchiroptera) alrendjébe és a simaorrú denevérek (Vespertilionidae) családjába tartozó nem.
Egyes rendszerező a Glauconycteris-fajokat a Chalinolobus nembe sorolja.

## Rendszerezés
A nembe az alábbi 12 faj tartozik:
- Glauconycteris alboguttata - korábban Chalinolobus alboguttatus
- Glauconycteris argentata - korábban Chalinolobus argentatus
- Glauconycteris beatrix - korábban Chalinolobus beatrix
- Glauconycteris curryae
- Glauconycteris egeria - korábban Chalinolobus egeria
- Glauconycteris gleni - korábban Chalinolobus gleni
- Glauconycteris humeralis
- Glauconycteris kenyacola - korábban Chalinolobus kenyacola
- Glauconycteris machadoi
- Glauconycteris poensis típusfaj - korábban Chalinolobus poensis
- Glauconycteris superba - korábban Chalinolobus superbus
- Glauconycteris variegata - korábban Chalinolobus variegatus